# پرنده‌های بی‌بال
پرنده‌های بی‌بال (به ترکی استانبولی: Kanatsız Kuşlar) یک سریال تلویزیونی درام و خانوادگی است که از ۱۵ ژوئن ۲۰۱۷ تا ۲۴ مه ۲۰۱۸ در ۴۶ قسمت در شبکه آ تی‌وی ترکیه پخش شد. بازیگرانی از جمله ملیس توزونگوچ، سیدا ترکمن، ثروت پاندور، امید کانتارچیلار ، آیتین گوچر و احمد وارلی در این سریال نقش ایفا کردند.

## خلاصه داستان
داستان سریال پرنده‌های بی‌بال به تصویر کشاندن احساسات یک مادر است که با مشکلات و مصیبت‌ها دست و پنجه نرم می‌کند.